# Station Zduńska Wola Płd.
Station Zduńska Wola Południowa is een spoorwegstation in de Poolse plaats Zduńska Wola.